# Chiesa di Santa Maria Assunta (Caprino Bergamasco)
La chiesa di Santa Maria Assunta è il principale luogo di culto cattolico di Celana, frazione di Caprino Bergamasco, in provincia e diocesi di Bergamo; fa parte del vicariato di Calolzio-Caprino. La chiesa conserva la pala d'altare Assunzione di Maria al cielo di Lorenzo Lotto del 1527.

## Storia

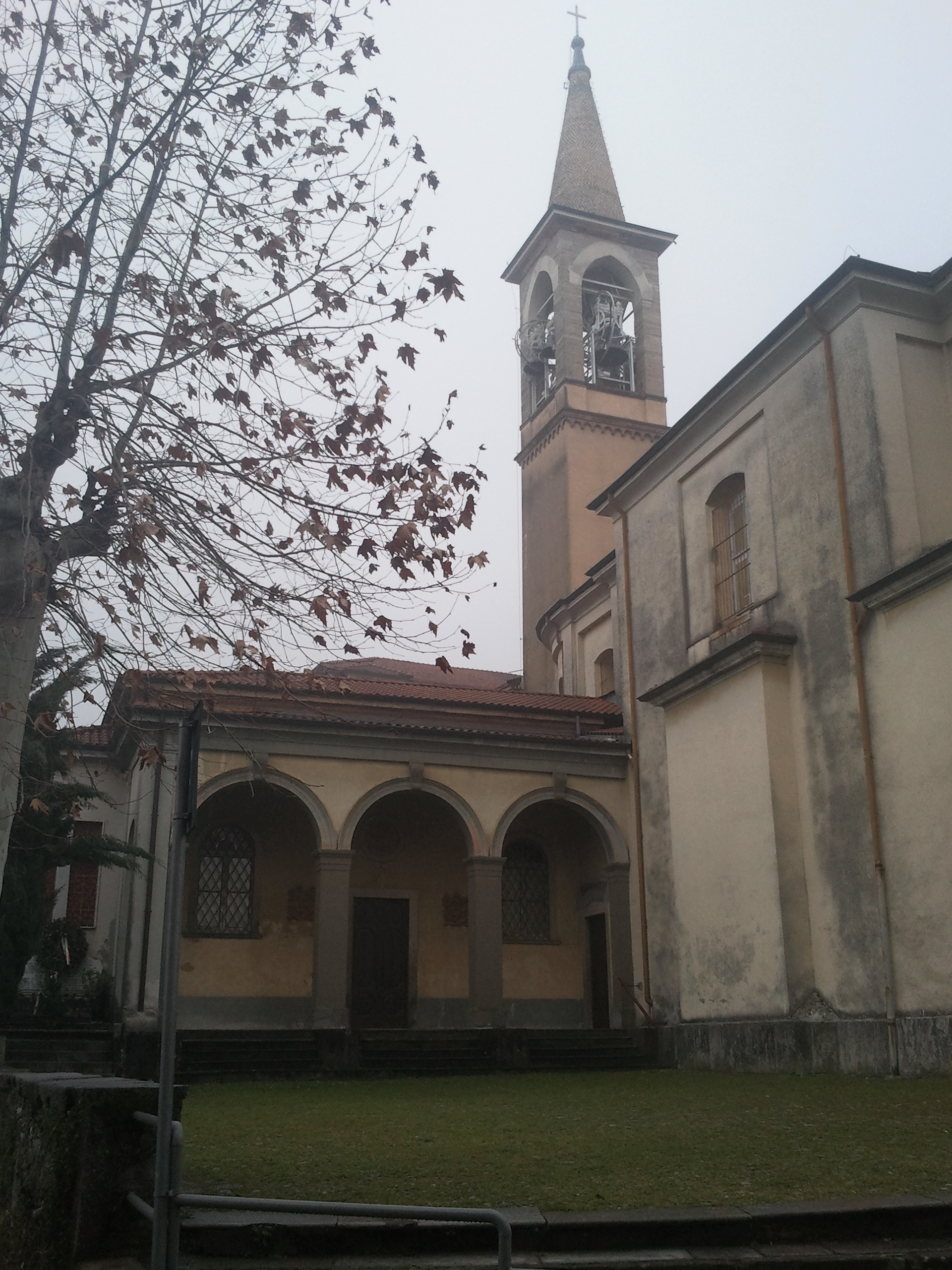
Sagrato e campanile della chiesa di Celana

Un documento del 1264 cita la presenza di una chiesa nella località di Celana intitolata alla Madonna. La chiesa fu eretta a parrocchiale il 30 marzo 1536 con la bolla pontificia di papa Paolo III, il 14 febbraio 1860, il vescovo di Bergamo Pietro Luigi Speranza ratificò la bolla papale confermandone l'autonomia parrocchiale alla chiesa, smembrandola dall'abbazia di San Giacomo a Pontida e dalla parrocchiale di San Biagio vescovo e martire di Caprino Bergamasco confermandone l'intitolazione a Santa Maria Assunta.
L'edificio fu molte volte restaurato e modificato: un grande restauro è documentato nel 1519, periodo in cui la frazione di Celana voleva ottenne l'autonomia dividendosi dal comune di Caprino Bergamasco, cosa che avrebbe dato diritto all'indipendenza del seminario. La chiesa aveva annesso un monastero e proprio in quel tempo, grazie alle offerte dei fedeli che volevano il giuspatronato, fu commissionata la pala d'altare al veneziano Lorenzo Lotto da Balsarino Marchetti de Angelini da posizionare nella cappella del seminario, forse per promuovere la nomina a parroco del suo parente Cristoforo Marchetti de Angelini. Nel 1610 il cardinale san Carlo Borromeo arcivescovo di Milano stabilì che i diritti della comunità di Celana passassero al seminario.
Nel 1861 la chiesa non era inserita in nessun vicariato locale, per poi essere inserita l'anno successivo nel vicariato di Caprino, ma risultando ancora dipendente dalla curia di Bergamo nel 1907. La chiesa era retta da un parroco e coadiuvato da due sacerdoti. La chiesa fu nuovamente ricostruita nell'Ottocento su progetto di Antonio Prada e rivisitata dall'architetto Angelo Cattò nella seconda metà del secolo.
Con decreto del 27 maggio 1979 de vescovo Giulio Oggioni fu inserita nel vicariato locale di Calolzio-Caprino.
Nel 1980 la chiesa fu oggetto di lavori di manutenzione e ammodernamento con la posa al centro del presbiterio del nuovo altare in marmo bianco scolpito, con intarsi in marmo verde, rosso arabescato e marmo giallo, rivolto verso la navata, rispondente all'adeguamento liturgico delle chiese. Il nuovo altare riprende l'altare maggiore.

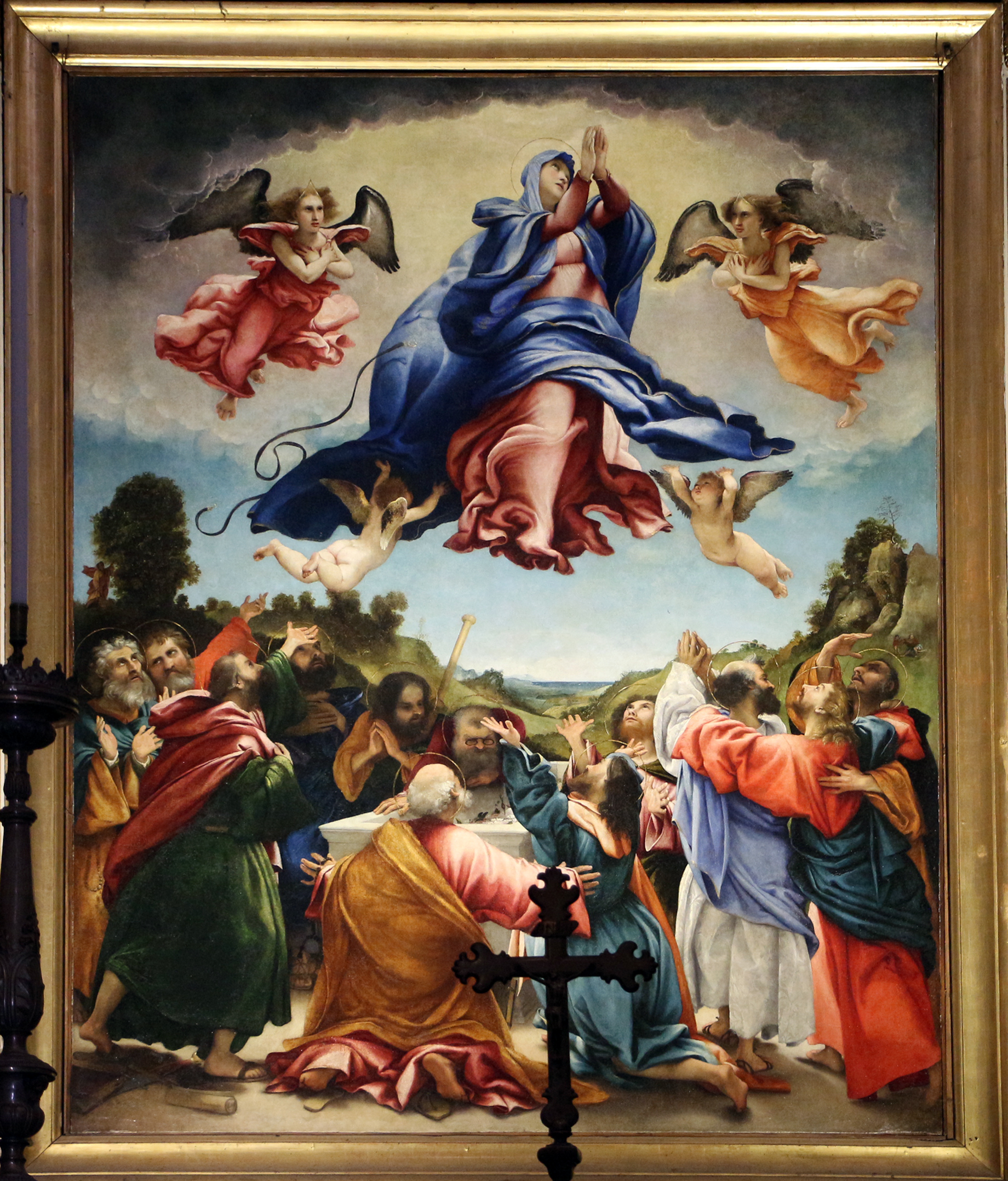
Lorenzo Lotto Maria Assunta in cielo e apostoli

## Descrizione

### Esterno
L'edificio di culto è posto sulla piazza con il tradizionale orientamento liturgico ad est. Al sagrato, con pavimentazione in ciotola di fiume, si accede dalla gradinata che lo collega all'assetto viabile urbano.
La facciata divisa su due ordini da una semplice cornice ha due lesene laterali complete di alta zoccolatura che terminano con capitelli d'ordine ionico che reggono la trabeazione e il timpano triangolare che conclude l'edificio.
Nell'ordine inferiore è posto centralmente l'ingresso maggiore con paraste e architrave in pietra. La parte superiore ha un'apertura rettangolare atta a illuminare l'aula interna completa di contorno in muratura.
A sinistra della chiesa vi è la piazza con un porticato a tre archi e due finestre complete di inferriate che illuminano l'ottocentesca cappella dedicata a san Giuseppe a cui si accede da un semplice portale.
La torre campanaria è posta sul lato posteriore sinistro dell'edificio terminante da cuspide conica e archi pensili posti nella parte della cella con aperture a tutto sesto. Sul lato destro dell'edificio vi è il casamento dell'antico seminario vescovile.

### Interno
L'interno a unica navata con volta a botte, a pianta rettangolare, ha lesene in stucco con basamento e capitelli d'ordine corinzio che dividono la navata in tre campate. Le lesene reggono la trabeazione e il cornicione che percorre tutto l'interno.
Il battistero è posto nella prima campata a sinistra mentre la parte corrispondente destra è destinata alla zona penitenziale. Nella seconda campata vi sono gli altari dedicati alla Madonna e a san Carlo Borromeo. Gli ingressi laterali sono posti nella terza campata. Da quello a sinistra si accede all'antica cappella dedicata a san Giuseppe.
La zona presbiteriale è sopraelevata da due gradini preceduta dall'arco trionfale con volta a botte. L'altare maggiore è adornato dalla pala cinquecentesca di Lorenzo Lotto raffigurante l'Assunzione di Maria al cielo. La parte termina con il coro absidato coperto da catino con copertura a volta Il presbiterio è rialzato di due gradini ed è coperto da volta a botte e si completa con il coro absidato a pianta semicircolare e coperto da catino.

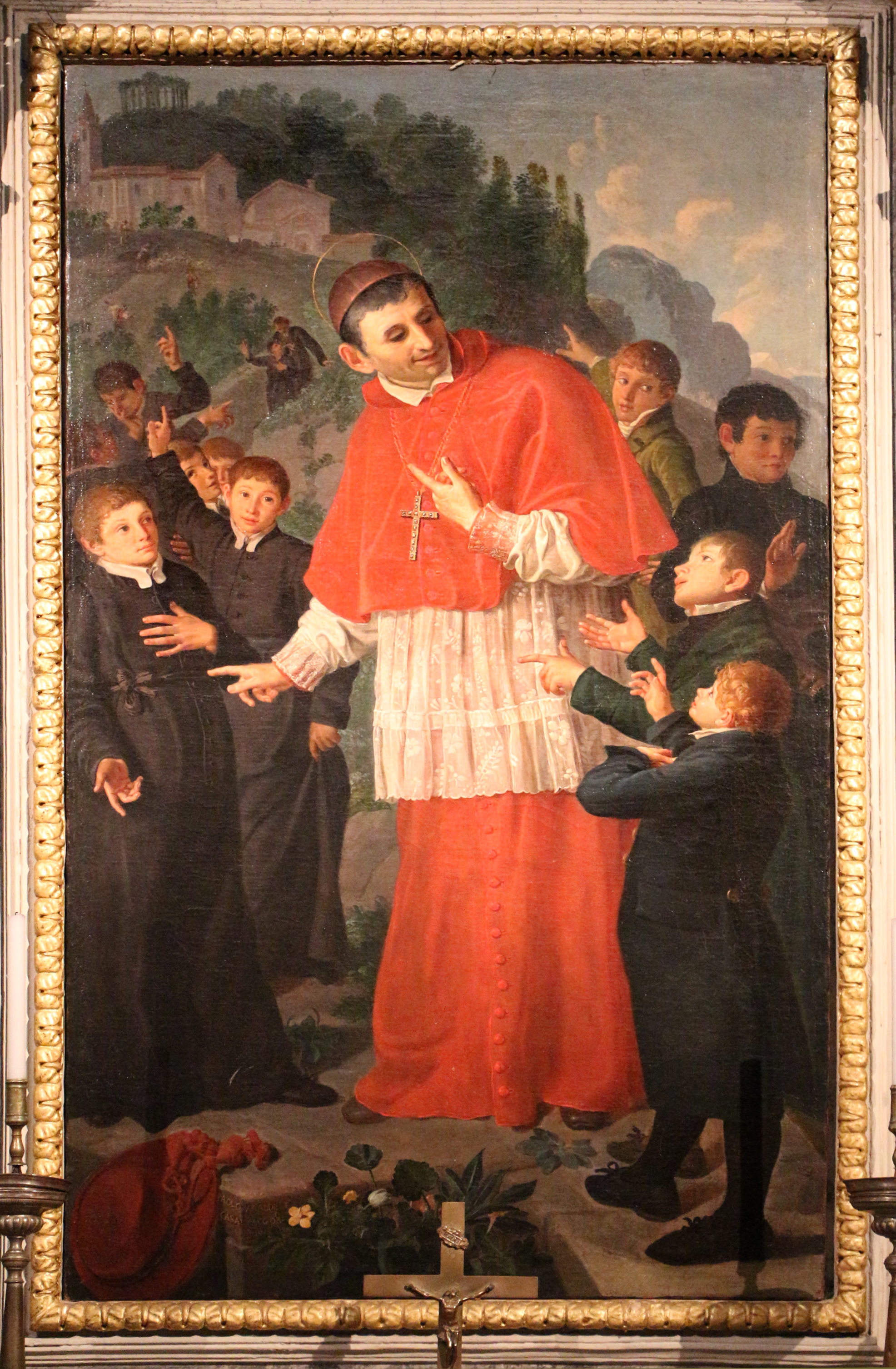
Pietro Araldi-1809 San Carlo che sfonda la porta del seminario

A ricordo dell'atto di san Carlo Borromeo del 1610 l'aula conserva il dipinto di Pietro Araldi, raffigurante il santo che attorniato da ragazzi sfonda la porta del seminario.

#### Pala dell'Assunta in cielo
La chiesa conserva come pala dell'altare maggiore il grande dipinto di Lorenzo Lotto commissionato da Balsarino Marchetti de Angelini e realizzato nel 1527, quando il Lotto aveva già fatto ritorno a Venezia. Il dipinto rappresenta la scena dell'assunzione della Vergine al cielo sotto gli sguardi stupiti dei discepoli. La tela raccoglie tutta l'esperienza giovanile veneziana dell'artista alla scuola di Giovanni Bellini, e i successivi anni romani con Raffaello Sanzio a dipingere le stanze vaticane. La contrapposizione dei toni caldi e dei toni freddi e la luce chiara che fa da unione tra il cielo e la terra riporta infatti il percorso veneto dell'artista. Mentre la dolcezza della Vergine e la sua plasticità si avvicina alle Madonne raffaelliane e non a quelle monumentali di Tiziano Vecellio.

Tra i personaggi compare san Tommaso con gli occhiali, il soggetto era stato precedentemente dipinto dall'artista nella predella del grande quadro della Deposizione di Cristo conservato nella Pinacoteca di Brera.